# コレクター (1997年の映画)
『コレクター』（原題: Kiss the Girls）は、1997年のアメリカ合衆国のサスペンス映画。アレックス・クロス博士シリーズの1作目。ジェームズ・パターソン原作。
シリーズ2作目は『スパイダー』で、テレビ放送の際には『スパイダー/コレクター2』と表記されることもある。

## ストーリー
犯罪心理学の博士号を持つ警官のクロスは姪のナオミが誘拐事件に巻き込まれた事を知り、現地へ向かう。その誘拐事件では既に8人の女性が誘拐され2人が殺されていた。
クロスは地元警察のラスキン刑事から事件の詳細を聞かされる。そんな中、また被害者の遺体が発見された。犯人の殺害手口は残忍で証拠は何一つ残さない。クロスは犯人の犯罪傾向から女性を収集する異常なコレクターだと分析する。そして遺体が木に裸で縛り付けられていること、また遺体発見と誘拐の順序が違うことから「何かルールがあり、それを破ると罰として森を歩かせているのではないか」と推理する。
やがて犯人に捕らえられていた女性の一人、ケイトが奇跡的に生還する。ケイトは森の中にある川で発見された。犯人の隙をついて逃げ出したのだ。彼女は極度のショック状態だったが、クロスは一緒に監禁されていた女性の中にナオミがいることを聞き出す。
その後、滞在しているホテルに帰ったクロスが犯人について分析していると、ホテルのドアの下から葉書きサイズのメッセージが差し込まれた。不審に思ったクロスが追跡するが犯人は既に立ち去った後だった。クロスは回復に向かうケイトの力を借りながら捜査を進める。

## 登場人物
アレックス・クロス
演 - モーガン・フリーマン
警官。犯罪心理学の博士号を持つ。妹がいる。趣味でボクシングを教えている。
ケイト・マクティアナン
演 - アシュレイ・ジャッド
犯人に捕らえられていた女性の一人。
ニック・ラスキン
演 - ケイリー・エルウィス
刑事。
ウィル・ルドルフ
演 - トニー・ゴールドウィン
医師。
カイル・クレイグ
演 - ジェイ・O・サンダース
FBI。
サイクス
演 - アレックス・マッカーサー
刑事。
ジョン・サンプソン
演 - ビル・ナン
アレックスの従兄弟。警察官。
ハットフィールド
演 - ブライアン・コックス
署長。
ヘンリー
演 - ジェレミー・ピヴェン
LAPD。
コティ・ピアス
演 - ミーナ・スヴァーリ
1975年に事件を巻き込まれた女性。妹もいる。
ナオミ
演 - ジーナ・ラベラ
アレックスの姪。

## キャスト
| 役名                   | 俳優                     | 日本語吹替                                                                    | 日本語吹替 |
| 役名                   | 俳優                     | ソフト版                                                                      | テレビ朝日版 |
| ---------------------- | ------------------------ | ----------------------------------------------------------------------------- | --- |
| アレックス・クロス     | モーガン・フリーマン     | 前田昌明                                                                      | 坂口芳貞 |
| ケイト・マクティアナン | アシュレイ・ジャッド     | 山像かおり                                                                    | 佐々木優子 |
| ニック・ラスキン       | ケイリー・エルウィス     | 池田秀一                                                                      | 森田順平 |
| ウィル・ルドルフ       | トニー・ゴールドウィン   | 大塚明夫                                                                      | 山路和弘 |
| カイル・クレイグ       | ジェイ・O・サンダース    | 安井邦彦                                                                      | 菅生隆之 |
| サイクス               | アレックス・マッカーサー | 後藤敦                                                                        | 諸角憲一 |
| ジョン・サンプソン     | ビル・ナン               | 青山穣                                                                        | 天田益男 |
| ハットフィールド       | ブライアン・コックス     | 小山武宏                                                                      | 平野稔 |
| ヘンリー               | ジェレミー・ピヴェン     | 喜多川拓郎                                                                    | |
| コティ・ピアス         | ミーナ・スヴァーリ       |                                                                               | |
| ナオミ                 | ジーナ・ラベラ           |                                                                               | |
| 役不明又はその他       |                          | 松本保典 水間真紀 田原アルノ 寺内よりえ 小野美幸 浅野まゆみ 鈴木紀子 星野充昭 | 吉田孝 高畑淳子 家中宏 星野充昭 竹村叔子 磯辺万沙子 出口佳代 幸田夏穂 大川透 水野龍司 宗矢樹頼 鈴木正和 湯屋敦子 園田恵子 戸田亜紀子 小田木美穂 |
|                        |                          |                                                                               | |
| 演出                   |                          | 内池望博                                                                      | 佐藤敏夫 |
| 翻訳                   |                          | 九鮎子                                                                        | 武満眞樹 |
| 調整                   |                          |                                                                               | 山田太平 |
| 効果                   |                          |                                                                               | リレーション |
| 制作                   |                          | 東北新社                                                                      | ムービーテレビジョン |
| 初回放送               |                          | 1999年1月22日 ビデオ発売予定                                                  | 2001年3月4日 『日曜洋画劇場』 |